# Jungle Book (videogioco)
Jungle Book è un videogioco d'avventura uscito nel 1996, ispirato al film del 1994 Mowgli - Il libro della giungla.
Il videogioco è stato sviluppato dalla Powerhouse Entertainment e pubblicato dalla IBM per Windows.
Si possono visualizzare scene video dal film, sebbene vengano presentati nuovi personaggi e una storia originale.

## Trama
Nel gioco l'utente deve salvare la giungla, dato che i soldati hanno rubato la corona di Re Luigi e il giocatore deve recuperarla per impedire che la giungla perda la sua magia.
Il giocatore è aiutato da un inglese chiamato Ilgwom ("Mowgli" pronunciato al contrario) e dal suo scimpanzé, Lahtee.